# TKO Group Holdings
TKO Group Holdings, Inc. (TKO) es un conglomerado de medios creado por Endeavor Inc como parte de una fusión entre World Wrestling Entertainment, Inc. (WWE) y Zuffa, la empresa matriz de Ultimate Fighting Championship (UFC). Tras la finalización de la fusión el 13 de septiembre de 2023, ambas empresas de combate operan como divisiones bajo la bandera de TKO.
La fusión marcó la primera vez que WWE no ha sido controlada mayoritariamente por la familia McMahon, que fundó la empresa y fue propietaria de esta durante más de 70 años. Esta fue la tercera vez que UFC cambió de propietario, ya que su empresa matriz, Zuffa, fue vendida a Endeavor en 2016. Zuffa había comprado previamente UFC a Semaphore Entertainment Group en 2001.
Vince McMahon se desempeñó como presidente ejecutivo de la nueva entidad, con Ari Emanuel (CEO de Endeavor) convirtiéndose en el CEO de la nueva compañía y Mark Shapiro como presidente y director de operaciones. Emanuel no asumió ningún papel creativo en WWE o UFC. Nick Khan se convirtió en presidente de WWE después de la fusión y Dana White siguió como presidente de UFC.
El 28 de febrero de 2025, TKO adquirió IMG, On Location Events y Professional Bull Riders de su empresa matriz, Endeavor. El 19 de abril, WWE, subsidiaria de TKO, anunció la adquisición de la promotora mexicana de lucha libre, Lucha Libre AAA Worldwide.

## Historia
WWE es una empresa de lucha libre profesional que fue fundada en 1953 como Capitol Wrestling Corporation (CWC), un territorio nororiental de la National Wrestling Alliance (NWA). La CWC estaba dirigida por Vincent J. McMahon, hijo del promotor de boxeo y lucha libre Jess McMahon. Luego de una disputa sobre la reserva del luchador de la CWC Buddy Rogers para perder el Campeonato Mundial Peso Pesado de la NWA ante Lou Thesz, la CWC abandonó NWA y se convirtió en World Wide Wrestling Federation (WWWF) en abril de 1963. Después de reincorporarse a la NWA en 1971, WWWF pasó a llamarse World Wrestling Federation (WWF) en 1979; WWF hizo su salida definitiva de la NWA en 1983. La entidad legal actual, que originalmente se llamaba Titan Sports, Inc. se constituyó el 21 de febrero de 1980 en South Yarmouth, Massachusetts, pero se reincorporó bajo la Ley General de Corporaciones de Delaware en 1987. Titan Sports fue cofundada por Vincent K. McMahon y su esposa Linda. Adquirió Capitol Wrestling Corporation Ltd., el holding de WWF, en 1982. Titan Sports pasó a llamarse World Wrestling Federation Entertainment, Inc. en 1999, y luego World Wrestling Entertainment, Inc. en 2002 después de una disputa legal con la World Wide Fund for Nature. Desde 2011, la compañía se ha denominado únicamente con las iniciales WWE, aunque el nombre legal no ha cambiado desde 2002. El propietario mayoritario de WWE era su presidente ejecutivo, el promotor de lucha libre de tercera generación Vince McMahon, quien retuvo una propiedad del 38,6% de las acciones en circulación de la empresa y el 81,1% del poder de voto antes de la fusión. El cierre de la fusión hizo que el poder de voto y la propiedad de acciones de McMahon disminuyeran drásticamente.
UFC es una empresa de artes marciales mixtas que fue fundada por Art Davie y el artista marcial brasileño Rorion Gracie y sus socios, con el respaldo de Semaphore Entertainment Group. El primer evento de UFC se celebró en 1993 en el McNichols Sports Arena de Denver. El propósito de las primeras competiciones de lucha definitiva era identificar el arte marcial más eficaz.en una competencia con reglas mínimas y sin categorías de peso entre competidores de diferentes disciplinas de combate. En eventos posteriores, se crearon reglas más rigurosas y los competidores comenzaron a adoptar técnicas efectivas de más de una disciplina, lo que indirectamente ayudó a crear un estilo de lucha separado conocido como las actuales artes marciales mixtas. En 2001, Zuffa, una empresa de promoción deportiva encabezada por Frank y Lorenzo Fertitta, compró la UFC a Semaphore Entertainment Group. En 2016, Zuffa, entonces empresa matriz de UFC, fue vendida a un grupo liderado por Endeavor, entonces conocido como William Morris Endeavor (WME–IMG), que incluía a Silver Lake, Kohlberg Kravis Roberts y MSD Capital por 4 millones de dólares. En 2017, WME-IMG cambió su nombre de holding a Endeavor y cuatro años después, Endeavor compró la participación de los otros propietarios de Zuffa por una valoración de 1.700 millones de dólares.
El 23 de enero de 2024, se anunció que Dwayne Johnson nuevo miembro de su Consejo de Administración, sin especificar exactamente cuales fueron los acuerdos para que se diera esta incorporación. Se ha indicado que se firmó un acuerdo de servicios y merchandising con Johnson.
Vince McMahon presentó su renuncia  a la empresa el 26 de enero de 2024, presuntamente a causa de la demanda presentada por Janel Grant, extrabajadora de WWE entre 2019 y 2022. McMahon  en un comunicado expreso lo siguiente:

Por respeto al Universo WWE, el extraordinario negocio de TKO y sus miembros de la junta directiva y accionistas, socios y constituyentes, y todos los empleados y superestrellas que ayudaron a hacer de WWE el líder global que es hoy, he decidido renunciar. de mi presidencia ejecutiva y de la junta directiva de TKO, con efecto inmediato.

El 19 de abril de 2025, se anunció que la empresa de lucha libre mexicana Lucha Libre AAA Worldwide (AAA) había sido adquirida por la subsidiaria de TKO, WWE.

## Antecedentes

### Trasfondo
El 17 de junio de 2022, Vince McMahom renunció como presidente y director ejecutivo de WWE en medio de acusaciones de acoso laboral pagándole dinero a un exempleado para mantener el silencio, dejando la empresa a su hija Stephanie McMahon, y Nick Khan. En enero de 2023, Vince declaró su intención de regresar a WWE antes de las negociaciones sobre los derechos de los medios. Los derechos televisivos con Fox Sports y USA Network expirarán en 2024. Ese mismo mes, JPMorgan Chase fue contratado para manejar una posible venta de la compañía, y se rumoreaba que los pretendientes incluían a Comcast y Fox Corporation (propietarios de los socios de transmisión de WWE a nivel local), Walt Disney Company (propietarios de ESPN), Warner Bros., Discovery, Netflix, Amazon, Liberty Media, Creative Artists Agency y el Fondo de Inversión Pública de Arabia Saudita (WWE tiene un acuerdo a largo plazo con el Ministerio de Deportes de Arabia Saudita para promover eventos en el país).
El 10 de enero de 2023, Stephanie McMahon renunció como presidenta y codirectora ejecutiva de WWE, después de lo cual Vince McMahon asumió el cargo de presidente ejecutivo y Nick Khan se convirtió en el único director ejecutivo.

### Formación
El 3 de abril de 2023, WWE y Endeavor llegaron a un acuerdo según el cual la primera se fusionaría con la empresa matriz de UFC, Zuffa, para formar una nueva empresa que cotizará en la Bolsa de Valores de Nueva York bajo el símbolo TKO. Internamente, la nueva empresa se llamó inicialmente New Whale Inc.; el 16 de mayo, un portavoz de Endeavour declaró que la empresa se conocería como TKO Group Holdings.
Endeavour tendrá una participación del 51% en TKO Group Holdings, y los accionistas de WWE tendrán una participación del 49%, valorando a WWE en $9.100 millones. Esta será la primera vez que WWE no ha sido controlada mayoritariamente por miembros de la familia McMahon como se mencionó al inicio de este artículo. Vince McMahon se desempeñará como presidente ejecutivo de la nueva entidad, con el director ejecutivo de Endeavor, Ari Emanuel, convirtiéndose en director ejecutivo de la nueva empresa y Mark Shapiro como presidente y director de operaciones. Tanto UFC como WWE operarán como divisiones separadas de la compañía, con Dana White y Nick Khan como presidentes de UFC y WWE, respectivamente. No se espera que Emanuel asuma ningún papel creativo en WWE, y se espera que el jefe creativo de WWE, Paul «Triple H» Levesque, permanezca en su puesto. El acuerdo además otorga a McMahon un mandato vitalicio como presidente ejecutivo de TKO, el derecho a nominar a cinco representantes de WWE en la junta de 11 miembros, así como derechos de veto sobre ciertas acciones de la nueva compañía. Shane McMahon, hijo mayor de Vince, había intentado comprar UFC varias veces en la década de los 2000, pero Vince lo convenció de no hacerlo.
Emanuel afirmó que esta fusión «reuniría a dos empresas líderes en deportes y entretenimiento» y proporcionaría «sinergias operativas importantes». McMahon declaró que «las empresas familiares tienen que evolucionar por todas las razones correctas», y que «dado el increíble trabajo que Ari y Endeavor han hecho para hacer crecer la marca UFC, casi duplicando sus ingresos en los últimos siete años y el inmenso éxito que ya hemos tenido al asociarnos con su equipo en una serie de proyectos, creo que este es sin duda el mejor resultado para nuestros accionistas y otras partes interesadas».
La fusión se completó el 12 de septiembre de 2023. Horas después de que se anunció el acuerdo, el bufete de abogados Ademi LLP inició una investigación sobre la venta, buscando «posibles incumplimientos del deber fiduciario y otras violaciones de la ley». El precio de las acciones de WWE también disminuyó tras el anuncio de la venta.
Tras el anuncio de la junta directiva de TKO el 10 de agosto de 2023, Paul «Triple H» Levesque, jefe creativo de WWE, y Dana White, presidente de UFC, no fueron incluidos en la nueva junta pero mantendrán sus roles en sus respectivas divisiones de TKO.

## Junta directiva
La junta directiva de TKO Group Holdings está formada por 11 miembros, 5 en representación de WWE y 6 en representación de Endeavor.
| Nombre                | En representación de | Rol                                                        |
| --------------------- | -------------------- | ---------------------------------------------------------- |
| TBA                   | WWE                  | Presidente de TKO Group Holdings                           |
| Ari Emanuel           | Endeavor             | Director ejecutivo de TKO Group Holdings                   |
| Egon Durban           | Endeavor             | Codirector ejecutivo de Silver Lake Management             |
| Nick Khan             | WWE                  | Presidente de WWE                                          |
| Steve Koonin          | WWE                  | Director ejecutivo de los Atlanta Hawks                    |
| Jonathan Kraft        | Endeavor             | Presidente de Kraft Group y los New England Patriots       |
| Sonya Medina Williams | Endeavor             | Presidente y director ejecutivo de Reach Resilience        |
| Mark Shapiro          | Endeavor             | Presidente y director de operaciones de TKO Group Holdings |
| Carrie A. Wheeler     | WWE                  | CEO de Opendoor                                            |
| Nancy Tellem          | Endeavor             | Director de medios de Eko                                  |
| Peter Bynoe           | WWE                  | Asesor sénior de DLA Piper                                 |
| Dwayne Johnson        | WWE                  | Asesor de imagen, promoción, creativo de WWE               |

## Política de pruebas de drogas
TKO mantiene una política de pruebas de drogas que continúa con sus predecesores. Desde 2015, UFC anunció una asociación con la Agencia Antidopaje de Estados Unidos (USADA) como la agencia antidopaje oficial e independiente de la empresa. Incluye un mínimo de 2.750 pruebas antidopaje por año con un promedio de cinco pruebas por peleador, y castigos para aquellos peleadores que no pasen las pruebas. Según la Política Antidopaje de UFC, los peleadores están sujetos a pruebas aleatorias en cualquier momento y lugar en todas las muestras de sangre y orina, dentro y fuera de competencia, recolectadas por la USADA. Los peleadores deben participar en el grupo de pruebas durante al menos seis meses antes de una pelea para poder calificar para un evento de UFC. 
En febrero de 2017, UFC realizó cambios a la política antidopaje, a partir del 1 de abril, de la siguiente manera: 
- (1) Los peleadores nuevos en UFC sin contrato previo estarían sujetos a una regla de prueba de un mes. La misma regla se aplica a los peleadores que regresan y que fueron despedidos o cuyos contratos no fueron renovados por decisión de UFC. Anteriormente, los peleadores que regresaban o eran despedidos debían someterse a cuatro meses de pruebas antes de competir en una pelea.
- (2) Los peleadores que regresan y que han elegido retirarse, hacer una pausa o no renovar su contrato, deben estar en un grupo de pruebas de seis meses antes de la competencia.
- (3) No se impone ninguna infracción de dopaje a los peleadores recién contratados de UFC que revelan voluntariamente el uso de una sustancia prohibida antes de la prueba.
- (4) Las pruebas «en competición» comienzan al mediodía del día del pesaje y terminan una hora después de que un peleador apruebe un examen médico posterior a la pelea para pruebas posteriores a la pelea no seleccionadas. Para los peleadores que son sometidos a pruebas posteriores a la pelea, las pruebas en competencia finalizan después de que se realicen las pruebas posteriores a la pelea.

El Programa de Bienestar de Talentos de WWE es un programa integral de detección de drogas, alcohol y enfermedades cardíacas iniciado en febrero de 2006, tres meses después de la muerte repentina del luchador Eddie Guerrero, quien falleció a los 38 años. Antes de eso, Titan Sports tenía una política interna de pruebas de drogas que existió desde 1987 hasta que fue eliminada en 1996. La política prueba el uso de drogas recreativas y el abuso de medicamentos recetados, incluidos esteroides anabólicos. Según las directrices de la política, el talento también se examina anualmente para detectar problemas cardíacos preexistentes o en desarrollo. Las pruebas de detección de drogas están a cargo de Aegis Sciences Corporation; las evaluaciones cardíacas son manejadas por New York Cardiology Associates PC. La Política de Bienestar requiere que todos los talentos «bajo contrato con WWE que regularmente realizan servicios en el ring como artistas deportivos profesionales» se sometan a pruebas; sin embargo, los competidores a tiempo parcial están exentos de realizar pruebas. El uso de relajantes musculares está prohibido a partir de 2010.